# Belá-Dulice
Belá-Dulice (in ungherese Bélagyulafalva) è un comune della Slovacchia facente parte del distretto di Martin, nella regione di Žilina.